# Connarus brachybotryosus
Connarus brachybotryosus är en tvåhjärtbladig växtart som beskrevs av Donn. Smith. Connarus brachybotryosus ingår i släktet Connarus och familjen Connaraceae. Inga underarter finns listade i Catalogue of Life.